# Interkulturális Központ
Az Interkulturális Központ (IK, Interkulturalni Centar)  nonprofit ifjúsági civil szervezet Szerbiában, központja Újvidéken van.
A központ célja, hogy elősegítse és bővítse az ifjúság és a felnőttek kulturális jellegű szórakozásának, időtöltésének lehetőségeit, különböző kultúrák összekötését a magyar kulturális örökség megőrzésének fontosságát a tolerancia szellemében. Továbbá szélesebb kör számára biztosítsa és elérhetővé tegye az egyes szabadidő tevékenységet a jövő generáció számára értékek megőrzése céljából nevelési, oktatási, kulturális feladatokat és tevékenységeket lásson el. E célok érdekében felvállalja táborok, előadások, bemutatók, tanfolyamok, oktatási és kulturális programok szervezését, kiadványok megjelentetését és terjesztésében való közreműködést.
Interkulturális Központ célja az anyaországhoz Magyarországhoz, kulturális, ifjúsági és egyéb szervezettekkel és intézményekkel való minél jobb és szorosabb együttműködés és tapasztalatcsere kialakítása.
Céljai megvalósítása érdekében az Interkulturális Központ különösen:
(1)	Egyedül, vagy más szervezetekkel együttesen szakgyülekezeteket, tanácskozásokat, szaktanfolyamokat és a szakképzés más formáit szervezi;
(2)	a vajdasági magyar fiatalság és a külföldi fiatalok összehozása, összekötése;
(3)	a vajdasági magyar fiatalság érdekképviselete, részt vállalva az anyanyelvük ápolásában és az anyanyelvű oktatás fontosságának hangoztatása; magyar és más nemzetiségű ifjúsági és civil szervezetek együttműködésének erősítése;
(4)	tudományos és szakmai személyzetet szervez, amelyek a tudományos, szakmai és kutatási projekteken dolgoznak a többnemzetiségű kultúra terén;
(5)	kulturális és polgári életébe való beilleszkedéseknek a támogatása minden korosztály számára, elősegítve ezáltal a kulturális és más kapcsolatok erősödését a különböző nemzetiségek között;
(6)	részt vesz a kulturális rendezvények, kerekasztalok és a nyári táborok szervezésében a szervezet tagjainak a számára.
(7)	programjaival és tevékenységjeivel segíti az Európai Unióhoz való csatlakozást;
(8)	együttműködik az egyetemekkel, szakosított társulatokkal és más hazai és külföldi szervezetekkel, amelyek több etnikai csoport egy területen való együttélésével foglalkoznak;
(9)	szervez és részt vesz sportesemények szervezésében. A fiatalok számára szórakoztató sporttáborokat szervez;

## Vezetőség
Elnök: Mór Gábor